# Elisabetta Sofia di Sassonia-Altenburg
Principessa Elisabetta Sofia di Sassonia Altenburg (Halle, 10 ottobre 1619 – Gotha, 20 dicembre 1680) era una principessa di Sassonia-Altenburg e, per matrimonio, duchessa di Sassonia-Gotha.
Era l'unica figlia di Giovanni Filippo, duca di Sassonia-Altenburg e Elisabetta di Brunswick-Wolfenbüttel

## Biografia
Elisabetta Sofia di Sassonia-Altenburg nacque a Halle il 10 ottobre 1619 ed il 24 ottobre del 1636 sposò un suo parente, Ernesto I di Sassonia-Gotha-Altenburg, entrando così a far parte della casa di Sassonia-Gotha. Quando il padre di Elisabetta Sofia morì il 1º aprile 1639, ai domini paterni successe suo fratello Federico Guglielmo II di Sassonia-Altenburg, poiché le leggi vigenti escludevano le donne dalla successione. Nel 1672, tuttavia, il figlio di Federico Guglielmo, Federico Guglielmo III di Sassonia-Altenburg, morì appena quindicenne e senza figli, lasciando il ducato senza un erede diretto. Secondo il testamento di Giovanni Filippo le proprietà (grazie ad un cavillo della Legge salica) sarebbero dovute passare alla figlia. Il marito Ernesto si affrettò a reclamarle, vantando diritti sia come marito, che come parente, ma il ramo della famiglia di Sassonia-Weimar non era d'accordo e ne nacque una disputa.
Alla fine Elisabetta Sofia ed uno dei figli ricevettero la maggior parte delle proprietà, ma una parte andò ai parenti di Sassonia-Weimar. La quota andata ad Elisabetta Sofia portò alla nascita della linea ereditaria di Sassonia-Gotha-Altenburg, che sopravvisse fino al 1825.
Elisabetta Sofia rimase vedova nel 1675, ed i figli si suddivisero i domini paterni in Sassonia-Gotha-Altenburg, Sassonia-Meiningen, Sassonia-Hildburghausen, Sassonia-Saalfeld, Sassonia-Römhild, Sassonia-Eisenberg e Sassonia-Coburgo. Questi ultimi tre non sopravvissero a lungo e vennero introiettati dalle linee dinastiche già esistenti.
Elisabetta Sofia morì cinque anni dopo il marito, il 20 dicembre 1680.

## Discendenza
Elisabetta Sofia ed Ernesto ebbero diciotto figli:
- Giovanni Ernesto (Weimar 18 settembre 1638-27 novembre 1638);
- Elisabetta Dorotea di Sassonia-Gotha-Altenburg (Coburgo 8 gennaio 1640-Butzbach 24 agosto 1709), sposò Luigi VI d'Assia-Darmstadt;
- Giovanni Ernesto (Gotha 16 maggio 1641-14 dicembre 1657), morì di vaiolo;
- Christian (nato e morto il 23 febbraio 1642);
- Sofia (Gotha 21 febbraio 1643-14 dicembre 1657), morì di vaiolo;
- Giovanna (Gotha 14 febbraio 1645-7 dicembre 1657), morì probabilmente di vaiolo;
- Federico I di Sassonia-Gotha-Altenburg (Gotha 15 luglio 1646-Friedrichswerth 2 agosto 1691);
- Alberto di Sassonia-Coburgo (Gotha 24 maggio 1648-Coburgo 6 agosto 1699);
- Bernardo I di Sassonia-Meiningen (Gotha 10 settembre 1649-Meiningen 27 aprile 1706);
- Enrico di Sassonia-Römhild (Gotha 19 novembre 1650-Römhild 13 maggio 1710);
- Dorotea Maria (Gotha 12 febbraio 1654-17 giugno 1682);
- Ernesto di Sassonia-Hildburghausen (Gotha (12 giugno 1655-Hildburghausen 17 ottobre 1715);
- Giovanni Filippo (Gotha 1º marzo 1657-19 maggio 1657);
- Giovanni Ernesto di Sassonia-Coburgo-Saalfeld (Gotha 22 agosto 1658-Saalfeld 17 febbraio 1729);
- Giovanna Elisabetta (Gotha 2 settembre 1660-18 dicembre 1660);
- Giovanni Filippo (Gotha 16 novembre 1661-13 marzo 1662);
- Sofia Elisabetta (Gotha-19 maggio 1663-23 maggio 1663).

## Ascendenza
|                                                     |                                            |                                                | Genitori                                     |  |  | Nonni |  |  | Bisnonni                                |  |  | Trisnonni                                         |  |
|                                                     |                                            |                                                |                                              |  |  |       |  |  | Johann Wilhelm, duca di Sassonia-Weimar |  |  | Johann Friedrich I, principe elettore di Sassonia |  |
|                                                     |                                            |                                                |                                              |  |  |       |  |  | Johann Wilhelm, duca di Sassonia-Weimar |  |  | Johann Friedrich I, principe elettore di Sassonia |  |
|                                                     |                                            | Sibylle von Jülich-Kleve-Berg                  |                                              |  |  |       |  |  | Johann Wilhelm, duca di Sassonia-Weimar |  |  |                                                   |  |
| Friedrich Wilhelm I, duca di Sassonia-Weimar        |                                            |                                                |                                              |  |  |       |  |  | Johann Wilhelm, duca di Sassonia-Weimar |  |  |                                                   |  |
|                                                     |                                            | Dorothea Susanne von der Pfalz-Simmern         | Friedrich III, elettore palatino del Reno    |  |  |       |  |  |                                         |  |  |                                                   |  |
|                                                     |                                            | Dorothea Susanne von der Pfalz-Simmern         | Friedrich III, elettore palatino del Reno    |  |  |       |  |  |                                         |  |  |                                                   |  |
|                                                     |                                            | Dorothea Susanne von der Pfalz-Simmern         | Marie von Brandenburg-Kulmbach               |  |  |       |  |  |                                         |  |  |                                                   |  |
| Johann Philipp, duca di Sassonia-Altenburg          |                                            | Dorothea Susanne von der Pfalz-Simmern         |                                              |  |  |       |  |  |                                         |  |  |                                                   |  |
|                                                     |                                            | Philipp Ludwig, conte palatino di Neuburg      | Wolfgang, conte palatino di Zweibrücken      |  |  |       |  |  |                                         |  |  |                                                   |  |
|                                                     |                                            | Philipp Ludwig, conte palatino di Neuburg      | Wolfgang, conte palatino di Zweibrücken      |  |  |       |  |  |                                         |  |  |                                                   |  |
|                                                     |                                            | Philipp Ludwig, conte palatino di Neuburg      | Anna von Hessen                              |  |  |       |  |  |                                         |  |  |                                                   |  |
| Anna Maria von Pfalz-Neuburg                        |                                            | Philipp Ludwig, conte palatino di Neuburg      |                                              |  |  |       |  |  |                                         |  |  |                                                   |  |
|                                                     |                                            | Anna von Jülich-Kleve-Berg                     | Wilhelm, duca di Jülich-Kleve-Berg           |  |  |       |  |  |                                         |  |  |                                                   |  |
|                                                     |                                            | Anna von Jülich-Kleve-Berg                     | Wilhelm, duca di Jülich-Kleve-Berg           |  |  |       |  |  |                                         |  |  |                                                   |  |
|                                                     |                                            | Anna von Jülich-Kleve-Berg                     | Maria von Österreich                         |  |  |       |  |  |                                         |  |  |                                                   |  |
| Elisabeth Sophia von Sachsen-Altenburg              |                                            | Anna von Jülich-Kleve-Berg                     |                                              |  |  |       |  |  |                                         |  |  |                                                   |  |
|                                                     | Julius, principe di Brunswick-Wolfenbüttel | Heinrich V, principe di Brunswick-Wolfenbüttel |                                              |  |  |       |  |  |                                         |  |  |                                                   |  |
|                                                     | Julius, principe di Brunswick-Wolfenbüttel | Heinrich V, principe di Brunswick-Wolfenbüttel |                                              |  |  |       |  |  |                                         |  |  |                                                   |  |
|                                                     | Julius, principe di Brunswick-Wolfenbüttel | Maria von Württemberg                          |                                              |  |  |       |  |  |                                         |  |  |                                                   |  |
| Heinrich Julius, principe di Brunswick-Wolfenbüttel | Julius, principe di Brunswick-Wolfenbüttel |                                                |                                              |  |  |       |  |  |                                         |  |  |                                                   |  |
|                                                     |                                            | Hedwig von Brandenburg                         | Joachim II, principe elettore di Brandeburgo |  |  |       |  |  |                                         |  |  |                                                   |  |
|                                                     |                                            | Hedwig von Brandenburg                         | Joachim II, principe elettore di Brandeburgo |  |  |       |  |  |                                         |  |  |                                                   |  |
|                                                     |                                            | Hedwig von Brandenburg                         | Jadwiga Jagiellonka                          |  |  |       |  |  |                                         |  |  |                                                   |  |
| Elisabeth von Braunschweig-Wolfenbüttel             |                                            | Hedwig von Brandenburg                         |                                              |  |  |       |  |  |                                         |  |  |                                                   |  |
|                                                     |                                            | Frederik II, re di Danimarca                   | Christian III, re di Danimarca               |  |  |       |  |  |                                         |  |  |                                                   |  |
|                                                     |                                            | Frederik II, re di Danimarca                   | Christian III, re di Danimarca               |  |  |       |  |  |                                         |  |  |                                                   |  |
|                                                     |                                            | Frederik II, re di Danimarca                   | Dorothea von Sachsen-Lauenburg               |  |  |       |  |  |                                         |  |  |                                                   |  |
| Elisabeth af Danmark                                |                                            | Frederik II, re di Danimarca                   |                                              |  |  |       |  |  |                                         |  |  |                                                   |  |
|                                                     |                                            | Sophie von Mecklenburg-Güstrow                 | Ulrich II, duca di Meclemburgo-Güstrow       |  |  |       |  |  |                                         |  |  |                                                   |  |
|                                                     |                                            | Sophie von Mecklenburg-Güstrow                 | Ulrich II, duca di Meclemburgo-Güstrow       |  |  |       |  |  |                                         |  |  |                                                   |  |
|                                                     |                                            | Sophie von Mecklenburg-Güstrow                 | Elisabeth af Danmark                         |  |  |       |  |  |                                         |  |  |                                                   |  |
|                                                     |                                            | Sophie von Mecklenburg-Güstrow                 |                                              |  |  |       |  |  |                                         |  |  |                                                   |  |

## Fonti
- August Beck: Ernst der Fromme, Herzog zu Sachsen-Gotha und Altenburg, H. Böhlau, 1865, p. 754. (Digitalisat)
- Ludwig Storch: Das Fürstenhaus von Gotha, Erfurt 1826, p. 155.